# Cyprus International 2008
Die Cyprus International 2008 im Badminton fanden vom 9. Oktober bis zum 12. Oktober 2008 in Nikosia statt.

## Sieger und Platzierte
| Disziplin    | Gold                                   | Silber                                 | Bronze                                   |
| ------------ | -------------------------------------- | -------------------------------------- | ---------------------------------------- |
| Herreneinzel | Kasper Ipsen                           | Emil Vind                              | Martin Kragh                             |
| Herreneinzel | Kasper Ipsen                           | Emil Vind                              | Kristian Midtgaard                       |
| Dameneinzel  | Camilla Overgaard                      | Solenn Pasturel                        | Aleksandra Wałaszek                      |
| Dameneinzel  | Camilla Overgaard                      | Solenn Pasturel                        | Natalia Pocztowiak                       |
| Herrendoppel | Magnús Ingi Helgason Helgi Jóhannesson | Martin Baatz Olsen Thomas Fynbo        | Joe Morgan James Phillips                |
| Herrendoppel | Magnús Ingi Helgason Helgi Jóhannesson | Martin Baatz Olsen Thomas Fynbo        | Niklas Hoff Peter Mørk                   |
| Damendoppel  | Maria Helsbøl Anne Skelbæk             | Natalia Pocztowiak Aleksandra Wałaszek | Aphrodite Christodoulou Stella Knekna    |
| Damendoppel  | Maria Helsbøl Anne Skelbæk             | Natalia Pocztowiak Aleksandra Wałaszek | Fiona Sheppard Kerry Ann Sheppard        |
| Mixed        | Peter Mørk Maria Helsbøl               | Niklas Hoff Anne Skelbæk               | Mateusz Szalankiewicz Natalia Pocztowiak |
| Mixed        | Peter Mørk Maria Helsbøl               | Niklas Hoff Anne Skelbæk               | Vasilis Vasou Maria Ioannou              |